# Manuel de Jesús Troncoso de la Concha
Manuel de Jesús Ulpiano Troncoso de la Concha (ur. 3 kwietnia 1878, zm. 30 maja 1955) był dominikańskim adwokatem i sędzią, intelektualistą, pisarzem i politykiem Dominikańskiej Partii Pracy, profesorem uniwersytetu w Santo Domingo, redaktorem naczelnym gazety Listín Diario w latach 1899-1911, ministrem różnych resortów (sprawiedliwości, przemysłu i handlu, komunikacji oraz spraw wewnętrznych), wiceprezydentem od  16 sierpnia 1938 do 7 marca 1940, kiedy to objął urząd prezydenta po śmierci prezydenta Jacinto Peynado. Na stanowisku prezydenta pozostawał do 18 maja 1942. Nie posiadał żadnej władzy, będąc zamiast tego marionetką dyktatora Rafaela Leonidasa Trujillo. 17 maja tego roku został przez Trujillo mianowany sekretarzem wojny i marynarki.